# David Brent: Life on the Road
A David Brent: Life on the Road 2016-ban bemutatott brit filmvígjáték-áldokumentumfilm, melynek rendezője, forgatókönyvírója, producere és főszereplője Ricky Gervais. A színész A hivatal című áldokumentum-sorozatból megismert David Brentet kelti életre, bemutatva a szereplő sorozat utáni életét.
Az Egyesült Királyságban 2016. augusztus 19-én mutatta be az Entertainment One. A film bevételi szempontból megbukott és vegyes kritikai fogadtatásban részesült.

## Cselekmény
Tizenöt évvel azután, hogy a BBC Two A hivatal című (ál)dokumentumsorozatában szerepelt, David Brent a Lavichem nevű kozmetikai cég értékesítőjeként dolgozik. Kollégái közt található az őt megvető és vicceit idegesítőnek tartó Jezza, a Brentéhez hasonló humorú Nigel, valamint a férfival szimpatizáló Pauline és a recepciós Karen.   
Brent kétségbeesetten folytatni akarja zenei karrierjét és lemezszerződést szerezni. Kivesz egy hónap fizetetlen szabadságot és a nyugdíjára félretett pénzéből fizeti ki Foregone Conclusion nevű együttesének tagjait, rapper barátját, Domot, a hangmérnök Dant, egy PR tanácsadót és sok egyéb más kiadást, miközben Berkshire-ben turnéznak.
Utazás közben azonban a bandatagok és a személyzet sem hajlandó szocializálódni a különc Brenttel (kivéve, ha fizet érte), és a turnébuszba sem engedik fel, azt állítva, nincs elég hely a számára. Amikor Brent végül meggyőzi egy lemezcég képviselőjét, vegyen részt koncertjükön, őt jobban érdekli Dom rappelése, mint Brent zenéje. Amikor a sikertelen turné költségei kicsúsznak az irányítás alól, Dan vigasztalja meg a csüggedt Brentet és biztosítja afelől, nem kell fizetnie másoknak azért, hogy cserébe kedveljék őt. Megkéri arra is, ne herdálja el a félretett pénzét. A banda elvállal egy utolsó fellépést és utána a tagok lelkesen csatlakoznak Brenthez egy italra.
Brent visszatér munkahelyére, Pauline, Karen és Nigel legnagyobb örömére. Dom önálló lemezszerződést kapott, az együttes többi tagja pedig Peter Andre-val ment közös turnéra. Pauline megvédi Brentet az őt nyilvánosan megalázó Jezzától, ezután kávézni hívja a férfit. Miközben egymás mellett sétálnak, Pauline megfogja David kezét.

## Szereplők
- Ricky Gervais – David Brent

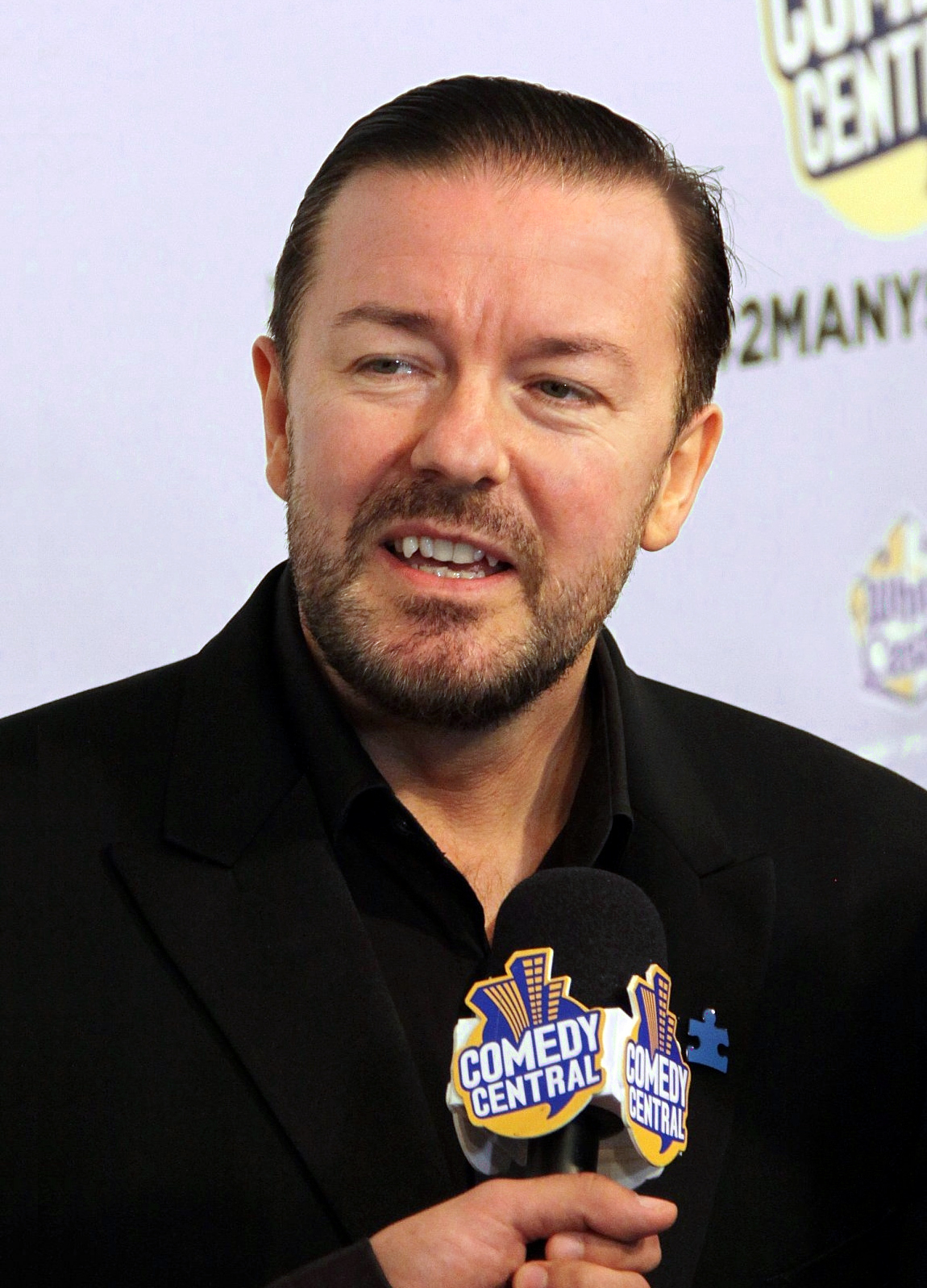
Ricky Gervais, a film írója, rendezője, producere és főszereplője

- Ben Bailey Smith – Dom Johnson, Brent együttesének tagja
- Tom Basden – Dan Harvey, hangmérnök
- Jo Hartley – Pauline, Brent munkatársnője
- Tom Bennett – Nigel, Brent munkatársa
- Andrew Brooke – Jezza, Brent basáskodó munkatársa
- Mandeep Dhillon – Karen Parashar, recepciós
- Miles Chapman – Andy Chapman
- Abbie Murphy – Serena Wilson
- Rebecca Gethings – Miriam, a Lavichem HR managere
- Nina Sosanya – Brent terapeutája
- Diane Morgan – Briony Jones, PR-os
- Kevin Bishop – a Tadley FM rádió DJ-je

Andy Burrows, Stuart Wilkinson, Steve Clarke és Michael Clarke alkotják a Foregone Conclusion tagjait, míg Peter Andre önmagát alakítja a filmben.

## A film készítése
Elsőként 2013 augusztusában jelentették be a film készítésének hírét. Gervais izgatottságát fejezte ki azzal kapcsolatban, hogy megmutathatja a világnak, mivel foglalkozik jelenleg A hivatal-ból megismert David Brent. Azonban azt is hozzátette: „Csak hogy tisztázzuk, nem egy Office-filmet készítek… [hanem] egy dokumentumfilmet David Brentről, aki rocksztár próbál lenni.” Stephen Merchant, a sorozat társalkotója nem vett részt a film elkészítésében.
A forgatás 2015 novemberében kezdődött és december 18-ig tartott, londoni és sloughi helyszíneken.

## Bemutató
Az Entertainment One és BBC Films közösen finanszírozta a filmet. Az Entertainment One az Egyesült Királyságban, Ausztráliában és Új-Zélandon forgalmazóként is közreműködött. Az Open Road Films lett volna eredetileg az amerikai forgalmazó. A Netflix azonban később megszerezte a terjesztés jogait világszerte (kivéve az Egyesült Királyságban, Írországban, Ausztráliában és Új-Zélandon).
2016. március 15-én Gervais közzétette a film első moziplakátjait. 2016. április 7-én az első kedvcsináló előzetes is megjelent, melyben Brent irodai munkatársaival beszélget.
A filmet elsőként az Egyesült Királyságban mutatták be, 2016. augusztus 19-én.

## Fogadtatás
A David Brent: Life on the Road jegyeladások terén pénzügyi kudarcnak bizonyult és megosztott kritikákat kapott. A Rotten Tomatoes 79 kritika összegzése után 58%-ra értékelte.

## Fordítás
- Ez a szócikk részben vagy egészben  a   David Brent: Life on the Road című angol Wikipédia-szócikk ezen változatának fordításán alapul.  Az eredeti cikk szerkesztőit annak laptörténete sorolja fel. Ez a jelzés csupán a megfogalmazás eredetét és a szerzői jogokat jelzi, nem szolgál a cikkben szereplő információk forrásmegjelöléseként.